# District congressionnel at-large du District de Columbia
Le district congressionnel at-large du District de Columbia est un district englobant tout Washington, D.C., la capitale des États-Unis. L'article premier de la Constitution des États-Unis stipule que seuls les « États » peuvent être représentés au Congrès des États-Unis. Étant donné que le District de Columbia ne répond pas à ce critère, le membre élu dans le district at-large n'est pas autorisé à participer aux votes à la Chambre. Au lieu de cela, les électeurs du siège élisent un délégué sans droit de vote à la Chambre. Bien que le délégué ne dispose pas de tous les privilèges de vote, il est autorisé à siéger, à voter et à présider les comités et sous-comités du Congrès. Le délégué peut également rejoindre les caucus du parti, présenter des lois et embaucher du personnel pour l'aider dans les services aux constituants.
Le bureau moderne de délégué du District de Columbia a été créé en 1971. Depuis lors, il n'est représenté que par deux personnes, toutes deux démocrates afro-américaines. Sa déléguée actuelle est Eleanor Holmes Norton, une défenseure du statut d'État de Washington qui a pris ses fonctions en 1991. En conséquence, elle a occupé ce siège pendant plus de 60 % de son existence.

## Histoire
Le poste de délégué du district de Columbia a été initialement créé par les républicains radicaux pendant la période de la Reconstruction. De 1871 à 1875, il était détenu par Norton P. Chipman, un Républicain qui avait été nommé premier Secrétaire du District de Columbia par le président Ulysses S. Grant. Le poste fut aboli en 1875 et resta inexistant pendant 96 ans.
Au milieu du XXe siècle, il y a eu une nouvelle poussée pour étendre le droit de vote aux résidents de Washington, D.C. En 1961, les 37 États nécessaires avaient ratifié avec succès le XXIIIe Amendement à la Constitution des États-Unis, qui élargissait au District de Columbia le droit de voter aux élections présidentielles. Pourtant, il restait un accord bipartisan sur le fait que le District de Columbia – qui comptait en 1970 plus d’habitants que 10 États individuels — méritait au moins une certaine représentation au Congrès américain.
La législation fédérale visant à recréer un poste de délégué au Congrès pour Washington D.C a été sérieusement débattue pour la première fois par le Congrès en 1970. Le président Richard Nixon avait exprimé à plusieurs reprises son soutien à une représentation électorale complète pour le district de Columbia. Une proposition initiale du représentant Earle Cabell (en) suggérait de créer deux postes de délégués sans droit de vote pour Washington D.C. : un pour la Chambre et un pour le Sénat. Les craintes que le Sénat bloque une telle proposition ont incité l'examen d'un projet de loi de compromis présenté par le représentant Ancher Nelsen (en), qui était à l'époque membre éminent du Comité de la Chambre sur le district de Columbia. La proposition de Nelsen garantissait une représentation sans droit de vote uniquement à la Chambre.
Dans un message écrit adressé au leader de la minorité parlementaire Gerald Ford le 6 août 1970, Nixon réaffirma que « la représentation électorale du district de Columbia est mon objectif » et exhorta fortement Ford à faire pression pour l'adoption du projet de loi. Ford et le leader de la majorité parlementaire Carl Albert ont tous deux rédigé des messages en réponse à leurs caucus respectifs, encourageant leurs membres à soutenir la mesure. Lors des plaidoiries finales à la Chambre, deux représentants ont lancé des plaidoyers particulièrement passionnés en faveur de la capitale. Le premier est venu du représentant John Conyers, qui a dénoncé « l'hypocrisie flagrante » consistant à refuser « une voix au sein de notre gouvernement aux personnes qui vivent le plus près de lui ». Le deuxième est venu du représentant Michael J. Harrington (en), qui a souligné le manque d’attention du Congrès à l’égard de Washington :

« J'ai visité des quartiers de la ville que les touristes ne voient jamais et je suis secoué. De nombreux quartiers endommagés lors des émeutes de 1968 n'ont jamais été réparés. De nombreux bâtiments sont encore noircis et condamnés. Les logements sont inadéquats, les écoles sont inadéquates, les transports sont inadéquats et personne n’a de réelle autorité pour agir efficacement pour la majorité noire de cette ville. Le Congrès n’a tout simplement pas le temps ni l’intérêt de diriger une grande ville. Il est temps que nous reconnaissions ce fait et que nous autorisions la ville. Pour se gouverner elle-même. Compte tenu des complexités du gouvernement municipal, les décisions quotidiennes ne doivent pas être confiées à 535 personnes différentes, qui doivent toutes laisser de côté des questions qui ne les préoccupent guère et pour lesquelles elles manquent de temps. être informé. »

La première élection pour ce siège a eu lieu le 23 mars 1971. Le démocrate Walter Fauntroy a remporté la course et a siégé au Congrès pendant près de 20 ans. Une semaine après avoir prêté serment, Fauntroy est devenu l'un des 13 membres fondateurs du Caucus noir du Congrès.
Un nouvel effort visant à accorder au district de Columbia les pleins droits de vote au Congrès via un amendement constitutionnel a eu lieu en 1978. L'amendement sur les droits de vote du district de Columbia a été adopté par les deux chambres du Congrès, mais il n'a pas réussi à recevoir le nombre nécessaire de ratifications d'État avant la date limite de 1985. Reflétant une polarisation politique accrue, les efforts visant à garantir davantage de droits de vote à Washington ont depuis largement échoué selon les lignes partisanes.
Depuis 1993, lorsque la Chambre des représentants était sous contrôle démocrate, les délégués, y compris le délégué du district de Columbia, ont été autorisés à voter de manière non contraignante lorsque la Chambre des représentants fonctionnait en comité plénier.
Le district est représenté par la démocrate Eleanor Holmes Norton depuis 1991.

## Liste des représentants
| Délégué                                | Parti                   | Années                           | Congrès                               | Histoire électorale |
| -------------------------------------- | ----------------------- | -------------------------------- | ------------------------------------- | --- |
| District établit le 4 mars 1871        |                         |                                  |                                       | |
| Vacant                                 | Vacant                  | 4 mars 1871 — 21 avril 1871      | 42e congrès (en)                      | |
| Norton P. Chipman (en)                 | Républicain (D.C.) (en) | 21 avril 1871 — 3 mars 1875      | 42e congrès (en) et 43e congrès (en)  | Élu pour terminer le mandat vacant. Réélu en 1872. Siège supprimé. |
| District supprimé le 4 mars 1875       |                         |                                  |                                       | |
| District rétablit le 22 septembre 1970 |                         |                                  |                                       | |
| Vacant                                 | Vacant                  | 22 septembre 1970 — 23 mars 1971 | 91e congrès (en) et 92e congrès (en)  | |
| Walter Fauntroy                        | Démocrate (D.C.) (en)   | 23 mars 1971 — 3 janvier 1991    | 92e congrès (en) et 101e congrès (en) | Élu pour terminer le mandat vacant. Réélu en 1972. Réélu en 1974. Réélu en 1976. Réélu en 1978. Réélu en 1980. Réélu en 1982. Réélu en 1984. Réélu en 1986. Réélu en 1988. Retrait pour se présenter comme maire du district de Columbia.                                                     |
| Eleanor Holmes Norton                  | Démocrate (D.C.) (en)   | 3 janvier 1991 — en cours        | 102e congrès (en) — 119e congrès      | Élue en 1990. Réélue en 1992. Réélue en 1994. Réélue en 1996. Réélue en 1998. Réélue en 2000. Réélue en 2002. Réélue en 2004. Réélue en 2006. Réélue en 2008. Réélue en 2010. Réélue en 2012. Réélue en 2014. Réélue en 2016. Réélue en 2018. Réélue en 2020. Réélue en 2022. Réélue en 2024. |

## Résultats des récentes élections
Voici les résultats des dix précédents cycles électoraux dans le district.

### 2004
| Élection de 2004 du district congressionnel at-large du District de Columbia | Élection de 2004 du district congressionnel at-large du District de Columbia | Élection de 2004 du district congressionnel at-large du District de Columbia | Élection de 2004 du district congressionnel at-large du District de Columbia | Élection de 2004 du district congressionnel at-large du District de Columbia |
| ---------------------------------------------------------------------------- | ---------------------------------------------------------------------------- | ---------------------------------------------------------------------------- | ---------------------------------------------------------------------------- | ---------------------------------------------------------------------------- |
| Parti                                                                        | Parti                                                                        | Candidat                                                                     | Votes                                                                        | %                                                                            |
|                                                                              | Démocrate                                                                    | Eleanor Holmes Norton (sortante)                                             | 202 027                                                                      | 91,33                                                                        |
|                                                                              | Républicain                                                                  | Michael Andrew Monroe                                                        | 18 296                                                                       | 8,27                                                                         |
|                                                                              | Write-In                                                                     | Write-In                                                                     | 890                                                                          | 0,40                                                                         |
| Total des votes                                                              | Total des votes                                                              | Total des votes                                                              | 221 213                                                                      | 100 %                                                                        |
|                                                                              | Les Démocrates conservent                                                    |                                                                              |                                                                              |                                                                              |

### 2006
| Élection de 2006 du district congressionnel at-large du District de Columbia | Élection de 2006 du district congressionnel at-large du District de Columbia | Élection de 2006 du district congressionnel at-large du District de Columbia | Élection de 2006 du district congressionnel at-large du District de Columbia | Élection de 2006 du district congressionnel at-large du District de Columbia |
| ---------------------------------------------------------------------------- | ---------------------------------------------------------------------------- | ---------------------------------------------------------------------------- | ---------------------------------------------------------------------------- | ---------------------------------------------------------------------------- |
| Parti                                                                        | Parti                                                                        | Candidat                                                                     | Votes                                                                        | %                                                                            |
|                                                                              | Démocrate                                                                    | Eleanor Holmes Norton (sortante)                                             | 111 726                                                                      | 97,34                                                                        |
|                                                                              | Write-In                                                                     | Write-In                                                                     | 3051                                                                         | 2,66                                                                         |
| Total des votes                                                              | Total des votes                                                              | Total des votes                                                              | 114 777                                                                      | 100 %                                                                        |
|                                                                              | Les Démocrates conservent                                                    |                                                                              |                                                                              |                                                                              |

### 2008
| Élection de 2008 du district congressionnel at-large du District de Columbia | Élection de 2008 du district congressionnel at-large du District de Columbia | Élection de 2008 du district congressionnel at-large du District de Columbia | Élection de 2008 du district congressionnel at-large du District de Columbia | Élection de 2008 du district congressionnel at-large du District de Columbia |
| ---------------------------------------------------------------------------- | ---------------------------------------------------------------------------- | ---------------------------------------------------------------------------- | ---------------------------------------------------------------------------- | ---------------------------------------------------------------------------- |
| Parti                                                                        | Parti                                                                        | Candidat                                                                     | Votes                                                                        | %                                                                            |
|                                                                              | Démocrate                                                                    | Eleanor Holmes Norton (sortante)                                             | 228 376                                                                      | 92,28                                                                        |
|                                                                              | Parti Vert de DC (en)                                                        | Maude Hills                                                                  | 16 693                                                                       | 6,75                                                                         |
|                                                                              | Write-In                                                                     | Write-In                                                                     | 2402                                                                         | 0,97                                                                         |
| Total des votes                                                              | Total des votes                                                              | Total des votes                                                              | 247 471                                                                      | 100 %                                                                        |
|                                                                              | Les Démocrates conservent                                                    |                                                                              |                                                                              |                                                                              |

### 2010
| Élection de 2010 du district congressionnel at-large du District de Columbia | Élection de 2010 du district congressionnel at-large du District de Columbia | Élection de 2010 du district congressionnel at-large du District de Columbia | Élection de 2010 du district congressionnel at-large du District de Columbia | Élection de 2010 du district congressionnel at-large du District de Columbia |
| ---------------------------------------------------------------------------- | ---------------------------------------------------------------------------- | ---------------------------------------------------------------------------- | ---------------------------------------------------------------------------- | ---------------------------------------------------------------------------- |
| Parti                                                                        | Parti                                                                        | Candidat                                                                     | Votes                                                                        | %                                                                            |
|                                                                              | Démocrate                                                                    | Eleanor Holmes Norton (sortante)                                             | 117 990                                                                      | 88,94                                                                        |
|                                                                              | Républicain                                                                  | Missy Reilly Smith                                                           | 8109                                                                         | 6,11                                                                         |
|                                                                              | Parti Vert de DC (en)                                                        | Rick Tingling-Clemmons                                                       | 4413                                                                         | 3,33                                                                         |
|                                                                              | Write-In                                                                     | Write-In                                                                     | 2144                                                                         | 1,61                                                                         |
| Total des votes                                                              | Total des votes                                                              | Total des votes                                                              | 132 656                                                                      | 100 %                                                                        |
|                                                                              | Les Démocrates conservent                                                    |                                                                              |                                                                              |                                                                              |

### 2012
| Élection de 2012 du district congressionnel at-large du District de Columbia | Élection de 2012 du district congressionnel at-large du District de Columbia | Élection de 2012 du district congressionnel at-large du District de Columbia | Élection de 2012 du district congressionnel at-large du District de Columbia | Élection de 2012 du district congressionnel at-large du District de Columbia |
| ---------------------------------------------------------------------------- | ---------------------------------------------------------------------------- | ---------------------------------------------------------------------------- | ---------------------------------------------------------------------------- | ---------------------------------------------------------------------------- |
| Parti                                                                        | Parti                                                                        | Candidat                                                                     | Votes                                                                        | %                                                                            |
|                                                                              | Démocrate                                                                    | Eleanor Holmes Norton (sortante)                                             | 246 664                                                                      | 88,54                                                                        |
|                                                                              | Libertarien                                                                  | Bruce Majors                                                                 | 16 524                                                                       | 5,93                                                                         |
|                                                                              | Parti Vert de DC (en)                                                        | Natale "Lino" Stracuzzi                                                      | 13 243                                                                       | 4,75                                                                         |
|                                                                              | Write-In                                                                     | Write-In                                                                     | 2132                                                                         | 0,78                                                                         |
| Total des votes                                                              | Total des votes                                                              | Total des votes                                                              | 278 563                                                                      | 100 %                                                                        |
|                                                                              | Les Démocrates conservent                                                    |                                                                              |                                                                              |                                                                              |

### 2014
| Élection de 2014 du district congressionnel at-large du District de Columbia | Élection de 2014 du district congressionnel at-large du District de Columbia | Élection de 2014 du district congressionnel at-large du District de Columbia | Élection de 2014 du district congressionnel at-large du District de Columbia | Élection de 2014 du district congressionnel at-large du District de Columbia |
| ---------------------------------------------------------------------------- | ---------------------------------------------------------------------------- | ---------------------------------------------------------------------------- | ---------------------------------------------------------------------------- | ---------------------------------------------------------------------------- |
| Parti                                                                        | Parti                                                                        | Candidat                                                                     | Votes                                                                        | %                                                                            |
|                                                                              | Démocrate                                                                    | Eleanor Holmes Norton (sortante)                                             | 143 923                                                                      | 83,73                                                                        |
|                                                                              | Républicain                                                                  | Nelson F. Rimensnyder                                                        | 11 673                                                                       | 6,79                                                                         |
|                                                                              | Indépendant                                                                  | Timothy J. Krepp                                                             | 9101                                                                         | 5,29                                                                         |
|                                                                              | Parti Vert de DC (en)                                                        | Natale "Lino" Stracuzzi                                                      | 6073                                                                         | 3,53                                                                         |
|                                                                              | Write-In                                                                     | Write-In                                                                     | 1123                                                                         | 0,65                                                                         |
| Total des votes                                                              | Total des votes                                                              | Total des votes                                                              | 171 893                                                                      | 100 %                                                                        |
|                                                                              | Les Démocrates conservent                                                    |                                                                              |                                                                              |                                                                              |

### 2016
| Élection de 2016 du district congressionnel at-large du District de Columbia | Élection de 2016 du district congressionnel at-large du District de Columbia | Élection de 2016 du district congressionnel at-large du District de Columbia | Élection de 2016 du district congressionnel at-large du District de Columbia | Élection de 2016 du district congressionnel at-large du District de Columbia |
| ---------------------------------------------------------------------------- | ---------------------------------------------------------------------------- | ---------------------------------------------------------------------------- | ---------------------------------------------------------------------------- | ---------------------------------------------------------------------------- |
| Parti                                                                        | Parti                                                                        | Candidat                                                                     | Votes                                                                        | %                                                                            |
|                                                                              | Démocrate                                                                    | Eleanor Holmes Norton (sortante)                                             | 265 178                                                                      | 84,84                                                                        |
|                                                                              | Libertarien                                                                  | Martin Moulton                                                               | 18 713                                                                       | 5,99                                                                         |
|                                                                              | Parti Vert de DC (en)                                                        | Natale « Lino » Stracuzzi                                                    | 14 336                                                                       | 4,59                                                                         |
|                                                                              | Write-In                                                                     | Write-In                                                                     | 2679                                                                         | 0,86                                                                         |
| Total des votes                                                              | Total des votes                                                              | Total des votes                                                              | 300 906                                                                      | 100 %                                                                        |
|                                                                              | Les Démocrates conservent                                                    |                                                                              |                                                                              |                                                                              |

### 2018
| Élection de 2018 du district congressionnel at-large du District de Columbia | Élection de 2018 du district congressionnel at-large du District de Columbia | Élection de 2018 du district congressionnel at-large du District de Columbia | Élection de 2018 du district congressionnel at-large du District de Columbia | Élection de 2018 du district congressionnel at-large du District de Columbia |
| ---------------------------------------------------------------------------- | ---------------------------------------------------------------------------- | ---------------------------------------------------------------------------- | ---------------------------------------------------------------------------- | ---------------------------------------------------------------------------- |
| Parti                                                                        | Parti                                                                        | Candidat                                                                     | Votes                                                                        | %                                                                            |
|                                                                              | Démocrate                                                                    | Eleanor Holmes Norton (sortante)                                             | 199 124                                                                      | 87,04                                                                        |
|                                                                              | Républicain                                                                  | Nelson F. Rimensnyder                                                        | 9700                                                                         | 4,24                                                                         |
|                                                                              | Parti Vert de DC (en)                                                        | Natale "Lino" Stracuzzi                                                      | 8636                                                                         | 3,77                                                                         |
|                                                                              | Indépendant                                                                  | John Cheeks                                                                  | 5509                                                                         | 2,41                                                                         |
|                                                                              | Libertarien                                                                  | Bruce Majors                                                                 | 4034                                                                         | 1,76                                                                         |
|                                                                              | Write-In                                                                     | Write-In                                                                     | 1766                                                                         | 0,77                                                                         |
| Total des votes                                                              | Total des votes                                                              | Total des votes                                                              | 228 769                                                                      | 100 %                                                                        |
|                                                                              | Les Démocrates conservent                                                    |                                                                              |                                                                              |                                                                              |

### 2020
| Élection de 2020 du district congressionnel at-large du District de Columbia | Élection de 2020 du district congressionnel at-large du District de Columbia | Élection de 2020 du district congressionnel at-large du District de Columbia | Élection de 2020 du district congressionnel at-large du District de Columbia | Élection de 2020 du district congressionnel at-large du District de Columbia |
| ---------------------------------------------------------------------------- | ---------------------------------------------------------------------------- | ---------------------------------------------------------------------------- | ---------------------------------------------------------------------------- | ---------------------------------------------------------------------------- |
| Parti                                                                        | Parti                                                                        | Candidat                                                                     | Votes                                                                        | %                                                                            |
|                                                                              | Démocrate                                                                    | Eleanor Holmes Norton (sortante)                                             | 231 327                                                                      | 86,83                                                                        |
|                                                                              | Libertarien                                                                  | Patrick Hynes                                                                | 7525                                                                         | 2,82                                                                         |
|                                                                              | Indépendant                                                                  | Barbara Washington Franklin                                                  | 5969                                                                         | 2,24                                                                         |
|                                                                              | Socialist Workers of DC (en)                                                 | Omari Musa                                                                   | 5106                                                                         | 1,92                                                                         |
|                                                                              | Parti Vert de DC (en)                                                        | Natale "Lino" Stracuzzi                                                      | 4463                                                                         | 1,68                                                                         |
|                                                                              | Indépendant                                                                  | Amir Lowery                                                                  | 4025                                                                         | 1,51                                                                         |
|                                                                              | Indépendant                                                                  | David Krucoff                                                                | 3817                                                                         | 1,43                                                                         |
|                                                                              | Indépendant                                                                  | John Cheeks                                                                  | 2336                                                                         | 0,69                                                                         |
|                                                                              | Write-In                                                                     | Write-In                                                                     | 1836                                                                         | 0,69                                                                         |
| Total des votes                                                              | Total des votes                                                              | Total des votes                                                              | 266 404                                                                      | 100 %                                                                        |
|                                                                              | Les Démocrates conservent                                                    |                                                                              |                                                                              |                                                                              |

### 2022
| Primaire Démocrate de 2022 du district congressionnel at-large du District de Columbia | Primaire Démocrate de 2022 du district congressionnel at-large du District de Columbia | Primaire Démocrate de 2022 du district congressionnel at-large du District de Columbia | Primaire Démocrate de 2022 du district congressionnel at-large du District de Columbia | Primaire Démocrate de 2022 du district congressionnel at-large du District de Columbia |
| -------------------------------------------------------------------------------------- | -------------------------------------------------------------------------------------- | -------------------------------------------------------------------------------------- | -------------------------------------------------------------------------------------- | -------------------------------------------------------------------------------------- |
| Parti                                                                                  | Parti                                                                                  | Candidat                                                                               | Votes                                                                                  | %                                                                                      |
|                                                                                        | Démocrate                                                                              | Eleanor Holmes Norton (sortante)                                                       | 107 289                                                                                | 86,7                                                                                   |
|                                                                                        | Démocrate                                                                              | Kelly Mikel Williams                                                                   | 7681                                                                                   | 6,2                                                                                    |
|                                                                                        | Démocrate                                                                              | Wendy Hamilton                                                                         | 7680                                                                                   | 6,2                                                                                    |

| Primaire Républicaine de 2022 du district congressionnel at-large du District de Columbia | Primaire Républicaine de 2022 du district congressionnel at-large du District de Columbia | Primaire Républicaine de 2022 du district congressionnel at-large du District de Columbia | Primaire Républicaine de 2022 du district congressionnel at-large du District de Columbia | Primaire Républicaine de 2022 du district congressionnel at-large du District de Columbia |
| ----------------------------------------------------------------------------------------- | ----------------------------------------------------------------------------------------- | ----------------------------------------------------------------------------------------- | ----------------------------------------------------------------------------------------- | ----------------------------------------------------------------------------------------- |
| Parti                                                                                     | Parti                                                                                     | Candidat                                                                                  | Votes                                                                                     | %                                                                                         |
|                                                                                           | Républicain                                                                               | Nelson Rimensnyder                                                                        | 2508                                                                                      | 100%                                                                                      |

| Élection de 2022 du district congressionnel at-large du District de Columbia | Élection de 2022 du district congressionnel at-large du District de Columbia | Élection de 2022 du district congressionnel at-large du District de Columbia | Élection de 2022 du district congressionnel at-large du District de Columbia | Élection de 2022 du district congressionnel at-large du District de Columbia |
| ---------------------------------------------------------------------------- | ---------------------------------------------------------------------------- | ---------------------------------------------------------------------------- | ---------------------------------------------------------------------------- | ---------------------------------------------------------------------------- |
| Parti                                                                        | Parti                                                                        | Candidat                                                                     | Votes                                                                        | %                                                                            |
|                                                                              | Démocrate                                                                    | Eleanor Holmes Norton (sortante)                                             | 174 238                                                                      | 86,5                                                                         |
|                                                                              | Républicain                                                                  | Nelson Rimensnyder                                                           | 11 701                                                                       | 5,8                                                                          |
|                                                                              | Parti Vert de DC (en)                                                        | Natale Stracuzzi                                                             | 9867                                                                         | 4,9                                                                          |
|                                                                              | Libertarien                                                                  | Bruce Majors                                                                 | 4003                                                                         | 2,0                                                                          |
|                                                                              | Write-In                                                                     | Write-In                                                                     | 1521                                                                         | 0,8                                                                          |
| Total des votes                                                              | Total des votes                                                              | Total des votes                                                              | 201 330                                                                      | 100 %                                                                        |
|                                                                              | Les Démocrates conservent                                                    |                                                                              |                                                                              |                                                                              |

### 2024
| Primaire Démocrate de 2024 du district congressionnel at-large du District de Columbia | Primaire Démocrate de 2024 du district congressionnel at-large du District de Columbia | Primaire Démocrate de 2024 du district congressionnel at-large du District de Columbia | Primaire Démocrate de 2024 du district congressionnel at-large du District de Columbia | Primaire Démocrate de 2024 du district congressionnel at-large du District de Columbia |
| -------------------------------------------------------------------------------------- | -------------------------------------------------------------------------------------- | -------------------------------------------------------------------------------------- | -------------------------------------------------------------------------------------- | -------------------------------------------------------------------------------------- |
| Parti                                                                                  | Parti                                                                                  | Candidat                                                                               | Votes                                                                                  | %                                                                                      |
|                                                                                        | Démocrate                                                                              | Eleanor Holmes Norton (sortante)                                                       | 72 979                                                                                 | 79,6                                                                                   |
|                                                                                        | Démocrate                                                                              | Kelly Mikel Williams                                                                   | 17 540                                                                                 | 19,1                                                                                   |
|                                                                                        | Write-In                                                                               | Write-In                                                                               | 1164                                                                                   | 1,3                                                                                    |

| Primaire Républicaine de 2024 du district congressionnel at-large du District de Columbia | Primaire Républicaine de 2024 du district congressionnel at-large du District de Columbia | Primaire Républicaine de 2024 du district congressionnel at-large du District de Columbia | Primaire Républicaine de 2024 du district congressionnel at-large du District de Columbia | Primaire Républicaine de 2024 du district congressionnel at-large du District de Columbia |
| ----------------------------------------------------------------------------------------- | ----------------------------------------------------------------------------------------- | ----------------------------------------------------------------------------------------- | ----------------------------------------------------------------------------------------- | ----------------------------------------------------------------------------------------- |
| Parti                                                                                     | Parti                                                                                     | Candidat                                                                                  | Votes                                                                                     | %                                                                                         |
|                                                                                           | Républicain                                                                               | Myrtle Alexander                                                                          | 2022                                                                                      | 88,6                                                                                      |
|                                                                                           | Write-In                                                                                  | Write-In                                                                                  | 260                                                                                       | 11,4                                                                                      |

| Primaire du Parti Vert de DC de 2024 du district congressionnel at-large du District de Columbia | Primaire du Parti Vert de DC de 2024 du district congressionnel at-large du District de Columbia | Primaire du Parti Vert de DC de 2024 du district congressionnel at-large du District de Columbia | Primaire du Parti Vert de DC de 2024 du district congressionnel at-large du District de Columbia | Primaire du Parti Vert de DC de 2024 du district congressionnel at-large du District de Columbia |
| ------------------------------------------------------------------------------------------------ | ------------------------------------------------------------------------------------------------ | ------------------------------------------------------------------------------------------------ | ------------------------------------------------------------------------------------------------ | ------------------------------------------------------------------------------------------------ |
| Parti                                                                                            | Parti                                                                                            | Candidat                                                                                         | Votes                                                                                            | %                                                                                                |
|                                                                                                  | Parti Vert de DC (en)                                                                            | Kymone Freeman                                                                                   | 406                                                                                              | 83,5                                                                                             |
|                                                                                                  | Write-In                                                                                         | Write-In                                                                                         | 80                                                                                               | 16,5                                                                                             |

| Élection de 2024 du district congressionnel at-large du District de Columbia | Élection de 2024 du district congressionnel at-large du District de Columbia | Élection de 2024 du district congressionnel at-large du District de Columbia | Élection de 2024 du district congressionnel at-large du District de Columbia | Élection de 2024 du district congressionnel at-large du District de Columbia |
| ---------------------------------------------------------------------------- | ---------------------------------------------------------------------------- | ---------------------------------------------------------------------------- | ---------------------------------------------------------------------------- | ---------------------------------------------------------------------------- |
| Parti                                                                        | Parti                                                                        | Candidat                                                                     | Votes                                                                        | %                                                                            |
|                                                                              | Démocrate                                                                    | Eleanor Holmes Norton (sortante)                                             | 245 453                                                                      | 80,6                                                                         |
|                                                                              | Parti Vert de DC (en)                                                        | Kymone Freeman                                                               | 21 114                                                                       | 6,9                                                                          |
|                                                                              | Républicain                                                                  | Myrtle Patricia Alexander                                                    | 19 375                                                                       | 6,4                                                                          |
|                                                                              | Indépendant                                                                  | Michael A. Brown                                                             | 18 738                                                                       | 6,2                                                                          |
| Total des votes                                                              | Total des votes                                                              | Total des votes                                                              | 314 069                                                                      | 100                                                                          |
|                                                                              | Les Démocrates conservent                                                    |                                                                              |                                                                              |                                                                              |